# Wyspa Zielona
Wyspa Zielona – wyspa rzeczna w Szczecinie na Międzyodrzu. Leży na południe od Kępy Parnickiej. 
Dawniej stanowiła najbardziej na zachód wysuniętą część Wyspy Puckiej leżącą w widłach Odry Zachodniej i Parnicy. Wskutek prac nad rozbudową szczecińskiego portu wykonano Przekop Parnicki odcinający Wyspę Zieloną od Wyspy Puckiej. Współcześnie dawny nurt Parnicy zasypano groblą łącząc tym samym Wyspę Zieloną z Kępą Parnicką. 
Jedyną ulicą na wyspie jest ul. Heyki, przy której znajduje się Stocznia Rzeczna Odra. 
Do 1945 r. stosowano niemiecką nazwę Neue Silberwiese. Od 1945 r. stosowano polską nazwę Kępa Reglicka. W 1949 r. ustalono urzędowo polską nazwę Wyspa Zielona.